# Liste der Mitglieder der Deutschen Akademie der Naturforscher Leopoldina/1714
Die Liste der Mitglieder der Deutschen Akademie der Naturforscher Leopoldina für 1714 enthält alle Personen, die im Jahr 1714 zum Mitglied ernannt wurden. Insgesamt gab es zehn gewählte Mitglieder.

## Mitglieder
| Nr. | Name                          | Beiname        | Geboren       | Aufnahme | Gestorben     | Bild                                                         | Datenbank |
| --- | ----------------------------- | -------------- | ------------- | -------- | ------------- | ------------------------------------------------------------ | --------- |
| 303 | Johann Michael von Kozamer    | Stratonicus    |               | 7. Apr.  |               |                                                              | 4728      |
| 304 | Gottfried Benjamin Preuss     | Iapis II.      | 18. Aug. 1684 | 26. Apr. | 12. Juni 1719 |                                                              | 6078      |
| 305 | Samuel Grass (jun.)           | Mesve III.     | 14. Dez. 1684 | 27. Apr. | 28. Nov. 1745 |                                                              | 3011      |
| 306 | Georg Detharding              | Andronicus II. | 13. Mai 1671  | 14. Jun. | 23. Okt. 1747 | Georg Detharding, Stich von Johann Martin Bernigeroth (1745) | 2418      |
| 307 | Johann Sigismund Henninger    | Heraklides I.  | 1667          | 1. Jul.  | 1719          |                                                              | 3772      |
| 308 | Alexander Schamsky            | Areus          | 4. Feb. 1687  | 3. Jul.  | 1715          |                                                              | 6388      |
| 309 | Giovanni Battista Bianchi     | Albutius       | 12. Dez. 1681 | 9. Aug.  | 20. Jan. 1761 |                                                              | 2001      |
| 310 | Andreas Fackh                 | Demetrius I.   |               | 25. Sep. | 22. Jan. 1727 |                                                              | 2691      |
| 311 | Gottfried Held von Hagelsheim | Eusebius       | 18. Sep. 1670 | 3. Dez.  | 30. Sep. 1724 |                                                              | 3748      |
| 312 | Bartolomeus Curtius           | Hicesius I.    | 1666          | 5. Dez.  | 17. Jan. 1738 |                                                              | 2361      |